# Būyāqchī
Būyāqchī (persiska: بوياقچی, بُياقچی, بُوياخچی) är en ort i Iran.   Den ligger i provinsen Hamadan, i den nordvästra delen av landet, 230 km väster om huvudstaden Teheran. Būyāqchī ligger 1 618 meter över havet och antalet invånare är 179.
Terrängen runt Būyāqchī är platt västerut, men österut är den kuperad. Runt Būyāqchī är det ganska tätbefolkat, med 120 invånare per kvadratkilometer. Närmaste större samhälle är Qahāvand, 7,8 km väster om Būyāqchī. Trakten runt Būyāqchī består i huvudsak av gräsmarker.